# Чорний руйнівник
Чорний руйнівник (англ. Black Destroyer) — науково-фантастичне оповідання канадського письменника Альфреда ван Вогта, вперше опублікований журналом «Analog Science Fiction and Fact» липні 1939 року.

## Зміст
Керл, велика розумна тварина, схожа на чорну кішку, вважає, що скоро помре з голоду, оскільки її джерело їжі — популяція живих істот, що мають «ід», сильно скоротилась від її полювань. У цей момент космічний корабель приземляється біля покинутого міста, і звідти виходять істоти з «ід». Він швидко припускає, що вони є науковою експедицією з іншої зірки, і він вважає, що вчені навряд чи зашкодять йому. Він підходить до них, ніби з цікавості. Людська експедиція спочатку стурбована наближенням Керла, але він показує, що він розумний і намагається спілкуватися. Вони припускають, що розумний вид цікавиться ними так само, як вони ним, тому показують йому свій корабель. Керл починає планувати вбивство всіх людей на борту, а потім полетіти туди, звідки вони прийшли, щоб мати необмежений запас «ід».
Замучений довгим голодуванням, Керл вбиває людину, яка пішла досліджувати місто, і з'їдає його «ід». Досліджуючи тіло, люди виявляють, що з нього вилучено фосфор, і роблять висновок, що вбивцею є Керл. Щоб перевірити свою теорію, вони принесли Керлу миску з фосфором, на яку він дещо реагує. Вони замикають його, але здатність Керла контролювати «вібрації будь-якого типу» дозволяє йому легко відкрити електричний замок. Він чекає, поки вони заснуть, а потім вбиває пару десятків членів екіпажу, перш ніж повернутися в клітку. Люди починають планувати, як його вбити.
Використовуючи своє вміння контролювати енергію, Керл змушує задню стінку клітки розчинятися та замикається в машинному відділенні. Поки люди планують складну атаку, він використовує потужність корабля, щоб зміцнити стіни приміщення, щоб люди не могли пробитися всередину, а потім відправляє корабель у космос із великим прискоренням. Люди вирішують надати Керлу можливість втекти з корабля на рятувальному човні, і він забравши необхідні йому запчастини покидає корабель. Однак Керл не знає про здатність корабля миттєво маневрувати, і через кілька секунд він помічає, що корабель з'являється перед ним і націлює бортову зброю. Він божеволіє від люті та знищує себе.

## Рецензії
У тому ж липневому випуску «Astounding» за 1939 рік містилося перше оповідання Айзека Азімова «Маятник», а наступний випуск містив перше оповідання Роберта А. Гайнлайна «Лінія життя», а наступний оповідання Теодора Стерджена, «Дихання ефіру». Тому цей випуск вважається початком Золотої епохи наукової фантастики.